# طرخشقون متباعد
طرخشقون متباعد  (الاسم العلمي:Taraxacum distinctum) هو نوع من النباتات يتبع جنس الطرخشقون من الفصيلة النجمية.